# Henrietta Szold

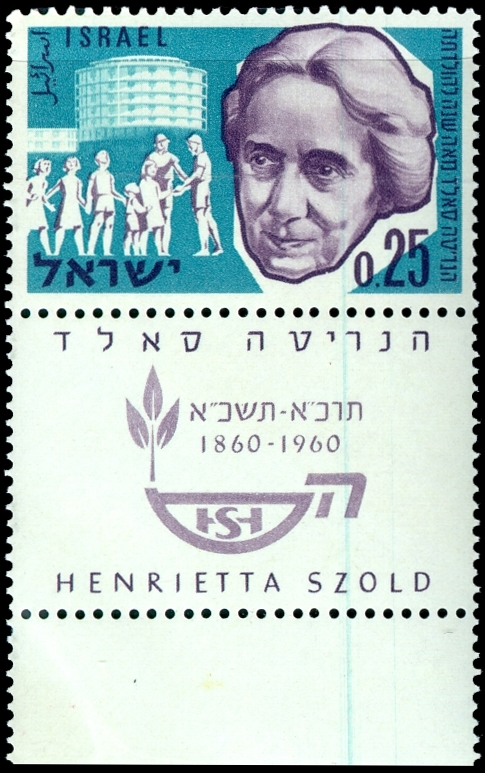
Izraelski znaczek z Henriettą Szold

Henrietta Szold, hebr. הנרייטה סאלד (ur. 21 grudnia 1860 w Baltimore, zm. 13 lutego 1945 w Jerozolimie) – amerykańska pedagog, pracowniczka socjalna i pisarka pochodzenia żydowskiego, aktywistka ruchu syjonistycznego. Założycielka Kobiecej Organizacji Hadassa.

## Życiorys

### Dzieciństwo i młodość
Henrietta urodziła się w 1860 roku w Baltimore w Stanach Zjednoczonych w rodzinie żydowskiej. Jej ojcem był rabin Benjamin Szold, będący duchowym przywódcą reformowanej synagogi Temple Oheb Szalom w Baltimore. Była najstarszą z ośmiu córek. Uczyła się w religijnych szkołach Miss Adam’s School i Oheb Szalom, a następnie w Johns Hopkins University i Peabody Institute.

### Działalność zawodowa
W latach 1877–1893 pracowała jako nauczycielka w szkole podstawowej Western Female High School w Baltimore. Założyła pierwszą amerykańską szkołę wieczorową dla rosyjskich Żydów. Mogli oni w ten sposób uczyć się języka angielskiego i zdobywać umiejętności zawodowe. Od 1893 roku pracowała w wydawnictwie non-profit Jewish Publication Society. Obok działalności publicznej pisała poezję i prozę, tłumaczyła teksty literackie i kierowała działalnością wydawniczą.

### Działalność syjonistyczna
W 1896 roku, na miesiąc przed opublikowaniem przez Theodora Herzla jego słynnego artykułu Państwo żydowskie (niem. Der Judenstaat), Henrietta Szold opisała wizję państwa żydowskiego na Ziemi Izraela. Według niej Palestyna była jedynym miejscem nadającym się dla ożywienia narodu i kultury żydowskiej. W 1897 roku przyłączyła się do ruchu syjonistycznego, a w 1898 roku została – jako jedyna kobieta – członkiem Komitetu Wykonawczego Syjonistycznej Organizacji Ameryki. W 1902 roku zdecydowała się na podjęcie zaawansowanych teologicznych studiów żydowskich w Jewish Theological Seminary of Conservative w Nowym Jorku – rabinicznej szkole tylko dla mężczyzn. Zdołała przekonać jej prezydenta Solomona Schechtera, aby pozwolił jej na podjęcie studiów; zrobił to z zastrzeżeniem, że nie uzyska święceń rabinicznych. Ukończyła seminarium, zyskując szacunek innych studentów.
W 1909 roku Szold przeżyła zawód miłosny (mężczyzna, którego kochała, poznał inną kobietę). Aby przezwyciężyć zawód, odbyła wraz z matką podróż do Palestyny. Odwiedziły liczne miejsca osadnictwa żydowskiego w Palestynie, obserwując ciężkie warunki życia, biedę, złe warunki higieniczne i brud. Szold odkryła wtedy swoją misję życiową – niesienie pomocy społecznej, opieki zdrowotnej i edukacji dla społeczności żydowskiej w Palestynie. Po powrocie do Stanów Zjednoczonych, w 1912 roku założyła – wspólnie z sześcioma innymi kobietami – Kobiecą Organizację Hadassa, której celem było zatrudnienie amerykańskich Żydówek, by stworzyć podstawy systemu opieki zdrowotnej w Palestynie. Do 1926 roku funkcję prezesa organizacji pełniła Szold. Podczas I wojny światowej starała się nieść pomoc żydowskim uchodźcom.
Po wojnie sytuacja geopolityczna na Bliskim Wschodzie uległa radykalnemu przeobrażeniu. Szold wyjechała w 1920 roku do nowo powstałego Brytyjskiego Mandatu Palestyny, aby koordynować współdziałania Departamentu Zdrowia z Departamentem Edukacji Komitetu Wykonawczego. Założyła wówczas pierwszą w kraju szkołę dla pielęgniarek; następnie zaczęto tworzyć sieć publicznych klinik Hadassa. Organizacja finansowała szpitale, szkoły medyczne, kliniki stomatologiczne, kliniki noworodków, kuchnie dla ubogich i inne placówki socjalne w kraju. Stworzono w ten sposób podstawy systemu opieki zdrowotnej przyszłego państwa żydowskiego. Organizacja Hadassa niosła pomoc żydowskim i arabskim mieszkańcom Ziemi Izraela. W latach 1920–1930 Szold była zwolenniczką niewielkiej organizacji Brit Szalom, która promowała idee jedności żydowsko-arabskiej i dążyła do utworzenia dwu-narodowego państwa. W 1933 roku wyemigrowała do Palestyny. Wspierała Alija Bet, m.in. ratując około 30 tys. żydowskich dzieci z ogarniętej przez nazistów Europy.
Zmarła 13 lutego 1945 roku, w tym samym szpitalu Hadassah, który pomogła zbudować w Jerozolimie. Została pochowana na Górze Oliwnej w Jerozolimie. Na jej cześć nazwano kibuc Kefar Szold.

## Publikacje
- What Judaism Has Done for Women. 1893. Brak numerów stron w książce
- A Century of Jewish Thought, National Council of Jewish Women. 1896. Brak numerów stron w książce